# Liste de personnalités liées à Besançon

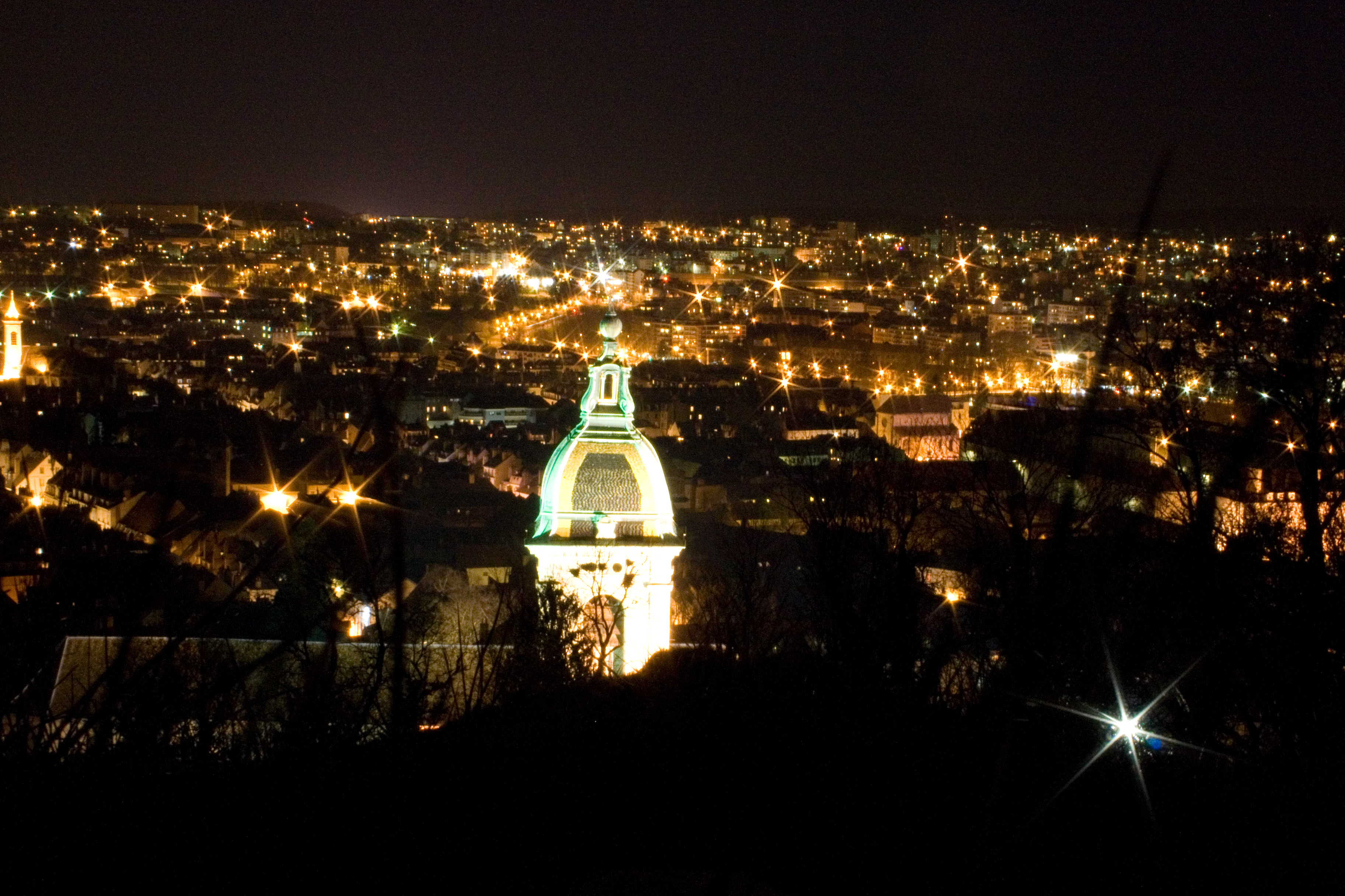
La ville de Besançon (La Boucle), de nuit.

Cet article liste les personnalités qui sont nées, ont vécu ou ont fortement influencé la ville de Besançon. De nombreuses célébrités sont ainsi présentes, notamment beaucoup d'écrivains et penseurs, des religieux, des personnalités politiques et militaires ou des artistes, qui ont façonné la ville au cours de son histoire. Ainsi, des illustres noms sont intimement liés à la capitale comtoise, tels que Victor Hugo, Charles Nodier, Pierre-Joseph Proudhon, Hilaire de Chardonnet, Auguste et Louis Lumière, Abdoulaye Wade, Nicolas et Antoine Perrenot de Granvelle, saint Ferréol et saint Ferjeux, Claude Goudimel, Auguste Clésinger, ou encore Jean de Gribaldy. Les actes de naissances des personnes nées à Besançon avant 1912 sont en ligne sur le site Mémoire vive patrimoine numérisé de Besançon.

## Écrivains et penseurs
- Jean-Jacques Boissard : poète latin, né à Besançon[1]. Après des études infructueuses à Louvain (Belgique), il effectue des voyages à travers l'Europe, dont en Allemagne et en Grèce, ainsi qu'en Italie d'où il constitue une collection d'antiquités provenant de Rome et ses environs[2]. Il écrit également un grand nombre de poèmes en langue latine (comme Habitus variarum gentium, Emblemata latina, Theatrum vitæ humanae, Topographia urbis Romae et De Divinatione et magicis praestigiis...) puis décide de se retirer définitivement en France, dans la ville de Metz, jusqu'à sa mort en 1602[2].
- Jean-Baptiste Chassignet, né en 1571 à Besançon et mort en 1635 à Gray, poète baroque de langue française.

- Jean Mairet : poète dramatique, né à Besançon[3]. Il fait ses études au collège des Grassins[4] à Paris et écrit à l'âge de seize ans sa première pièce, Chryséide et Arimand. Puis, en 1634, il produit son chef-d’œuvre, Sophonisbe, où il introduit la règle des trois unités[5], dont il se fait le défenseur à la suite d’une lecture fautive de la Poétique d’Aristote[3]. En 1648, il est nommé représentant de sa Franche-Comté natale[6] et négocie plusieurs traités, parmi lesquels un « traité de neutralité entre la Franche-Comté et les territoires français de son voisinage », ratifié le 25 septembre 1651 par Louis XIV. Banni de Paris en 1653 par le cardinal Mazarin pour avoir « tenu des discours contraires au service du Roy »[7], il finit par se retirer à Besançon en 1668 où il meurt en 1686.
- Marie-Marguerite Brun : lexicographe et poétesse née à Coligny, a tenu salon à Besançon après son mariage en 1730 avec le subdélégué de Besançon, et y est décédée en 1794.
- Jean Baptiste Antoine Suard : homme de lettres, né à Besançon[8]. Suard partit à Paris à l'âge de vingt ans, et rédigea la Gazette de France à partir de 1762, avant d'être élu membre de l'Académie française[8] en 1772 au fauteuil de Charles Pinot Duclos. Il fut élu de nouveau en 1774 et, cette fois, Louis XV non seulement ratifia son élection mais le nomma censeur des pièces de théâtre, fonction qu'il occupa jusqu'en 1790, puis il est nommé secrétaire perpétuel à l'Institut en 1803[8]. Ses écrits, notamment dans ses Variétés littéraires (1768) et ses Mélanges de littérature (1803-1805), montrent une personnalité très dogmatique et conservatrice[8]. Il décède à Paris en 1817[8].
- Charles Fourier : philosophe sociologue utopiste, né à Besançon[9],[10] au 2, rue Moncey. À partir de 1808, il pose les bases d'une réflexion sur une société communautaire à travers son ouvrage Théories des quatre mouvements et des destinées générales et dans Le nouveau monde industriel et sociétaire[9]. Fourier tente de composer une société harmonieuse quasi parfaite, notamment en classifiant en 810 catégories chaque type d'homme et de femme[9]. C'est ainsi qu'il crée les phalanstères composés des 1620 caractères classifiés, où chaque personne travaillerait selon ses affinités mais en réservant une place particulière à l'agriculture, aux arts et aux sciences[9]. Il tente de mettre en œuvre ce projet de son vivant auprès de mécènes fortunés, mais n'y parvient pas[9] ; quelques tentatives seront faites après sa mort, mais aucune n'approche le bonheur promis par le théoricien[9]. Charles Fourier décède le 10 octobre 1837 à Paris[9].
- Charles Nodier : écrivain romantique et académicien, né à Besançon[11]. Il apprend dès son enfance la littérature ainsi que la langue latine, et illustre dans ses premiers écrits la fantaisie de son imagination (comme dans les Tristes ou Mélange tiré des tablettes d'un suicidé[11]). Il devient bibliothécaire et directeur de revue à Laibach (Slovénie), et s'initie à la littérature fantastique et à l'exotisme illyrien et publie des récits (notamment Jean Sbogar ou encore Trilby le Lutin d'Argail[11]). Puis, il devient bibliothécaire de l'Arsenal et reçoit l'école romantique[11]. Il publie alors ses contes fantastiques (la Neuvaine de la Chandeleur, Histoire du chien de Brisquet[11]...). Il meurt à Paris en 1844[11].
- Victor Hugo : écrivain, poète, académicien et politicien, né à Besançon [12] au 140, Grande Rue. Il est l'auteur de très nombreuses œuvres, notamment romantiques, et on lui attribue généralement le titre de plus grand homme de lettres français de tous les temps[12]. Il est l'auteur de romans célèbres, parmi lesquels Notre-Dame de Paris ou Les Misérables, de recueils de poèmes comme Les Châtiments ou Les Contemplations, et de drames tels Hernani, Le roi s'amuse, Ruy Blas[12]. Il ne fera que rarement allusion à sa région natale, évoquant seulement Besançon dans le premier poème du recueil Les Feuilles d’automne intitulé « Ce siècle avait deux ans ». Il décède en 1885 à Paris[12] et il est transféré au Panthéon. À Besançon, deux statues de l'écrivain ont été érigées en sa mémoire sur la promenade Granvelle et sur l'esplanade des Droits de l'Homme, et une plaque commémorative a été apposée sur sa maison natale, place Victor-Hugo (cette place s'appelait jadis place Saint-Quentin mais elle fut renommée après sa mort) ; un lycée du quartier de Planoise porte son nom, ainsi qu'un collège et un cinéma dans le quartier de La Boucle. Le 13 septembre 2013, sa maison natale du 140, grande rue sera enfin inaugurée.
- Benjamin Constant (1767-1830) : romancier et politicien ; s'est marié secrètement à Besançon avec Charlotte du Tertre le 5 juin 1808.
- Bernard Friot : écrivain notamment pour la jeunesse, né à Saint-Piat (Eure-et-Loir, Région Centre) en 1951[13] et installé à Besançon depuis plusieurs années. Agrégé de Lettres, il a d'abord enseigné en collège, lycée et École normale, puis a été responsable du Bureau du livre de jeunesse à Francfort (Allemagne), pendant quatre ans[13]. Après avoir travaillé dans plusieurs villes de France, il s'installe dans la capitale comtoise et y écrit de nombreux ouvrages pour la jeunesse et traduit également des livres en langue allemande[13].
- Pierre-Joseph Proudhon : économiste, sociologue, anarchiste, socialiste et franc-maçon, né à Besançon  au 22, rue du Petit Battant. Une statue le représentant est visible rue Sarrail.
- Jeanne-Marie Poinsard, dite Jenny d'Héricourt (1809-1875) : écrivaine féministe révolutionnaire, est née à Besançon.
- Sidonie Gabrielle Colette (1873-1954) : écrivaine . Elle passa ses étés de 1902 à 1907 dans sa propriété des Monts-Boucons qu'elle a décrite dans La Retraite sentimentale.
- Armand Barthet : écrivain né à Besançon en 1820.
- Francis Wey (1812-1882) : écrivain né à Besançon.
- Édouard Tournier (né le 29 avril 1831 à Besançon et mort le 24 mars 1899 à Paris), philologue et professeur de lettres classiques.
- Auguste Castan : bibliothécaire, archéologue et historien. Né  et mort à Besançon.
- Tristan Bernard : écrivain, romancier, dramaturge et avocat, né à Besançon.
  - À propos de sa naissance dans la même ville que Victor Hugo : « Nous sommes nés tous les deux à Besançon, tous les deux dans la Grand-Rue, lui au 138, moi, plus modestement, au 23 ».
- Noël Copin : journaliste. Né à Besançon en 1929. Mort le 4 mars 2007.
- Guy Boley : écrivain né à Besançon en 1952 dont l'œuvre biographique et autobiographique est ancrée sur le monde ouvrier et prolétaire de la ville bisontine.
- Paul Kawczak : écrivain né à Besançon en 1986 et établi au Québec.
- Yves Ravey : écrivain né à Besançon en 1953.
- Jacqueline Risset : professeur de littérature française à Rome, spécialiste de Dante et auteur d'une traduction de La Divine Comédie présentée par son éditeur comme étant une traduction de référence. Née à Besançon en 1936.
- Just Muiron :  fonctionnaire et journaliste français  né en 1787 à Besançon, où il est mort le 3 juin 1881. Il est le premier disciple en date de Charles Fourier.
- Louis Pergaud : écrivain né en 1882 à Belmont. Il a fait ses études secondaires et supérieures (École normale primaire) à Besançon. Prix Goncourt en 1910.
- Pierre Choderlos de Laclos : militaire et romancier né en 1741 à Amiens. Il a rédigé, en partie à Besançon, Les Liaisons dangereuses.
- Henri Beyle dit Stendhal : écrivain né en 1783 à Grenoble. Son roman Le Rouge et le Noir se passe à Besançon.
- Louis Duplain, poète-horloger.

## Personnalités politiques, syndicalistes
- Louis-Philippe-Joseph Girod de Vienney, baron de Trémont (1779-1852), haut fonctionnaire, préfet de l'empire, érudit, bienfaiteur d'art et de musique,
- Albin Saillard (1842-1925), homme politique né et décédé à Besançon, sénateur de 1897 à 1912.
- Louis Biétrix (1880-1952) : homme politique
- Jean Charroppin (1938-2009) : homme politique
- Frédéric Falcon (1985-) : député de l'Aude, né à Besançon.
- Louis-Joseph Fernier (1815-1879) : maire-député de Besançon élu en 1871, fondateur de la manufacture horlogère Louis Fernier & Frères
- Mathilde Filloz (1912-2014), résistante, militante communiste et syndicaliste. Elle a été conseillère municipale de Besançon
- René Le Guen (1921-1993) : syndicaliste et homme politique français, également auteur d'ouvrages littéraires, y est mort
- Jules Gros (1838-1919), homme politique né et décédé à Besançon, député du Doubs de 1885 à 1889.
- Georges Pernot (1879-1962) : homme politique
- Charles Piaget (1928-2023) : syndicaliste CFDT chez Lip lors de l'affaire Lip
- Séverin Robert (1840-1886). Ouvrier-horloger de la région, il s'illustrera comme syndicaliste étant notamment fondateur d'une section de l'AIT et engagé auprès des événements de la Commune de Besançon.

## Inventeurs, scientifiques et industriels
- Le marquis Jouffroy d'Abbans (1751-1832) : ingénieur, inventeur, industriel concepteur du premier bateau à vapeur ayant effectivement navigué, le Pyroscaphe. Deux statues le représentant sont érigées pont Battant et promenade d'Helvétie.
- Famille Veil-Picard de Besançon depuis 1794, bienfaitrice, mécène et philanthrope : subventions de travaux dans la ville, notamment l'agrandissement de l'hôpital Saint-Jacques, la construction de l'actuel quai de Strasbourg, l'aménagement de la place Bacchus, la construction du quai d'Arènes (quai Veil-Picard en 1879), le développement de l'horlogerie locale et de son industrie, ou dons à des œuvres charitables.
- Laurent Mégevand (1754-1814), mort à Besançon : fondateur de l'industrie horlogère de Besançon et du Doubs.
- Eugène Péclet,(1793-1857) né à Besançon : physicien.
- Arthur de Buyer (1812-1903), né et mort à Besançon : industriel franc-comtois qui a notamment dirigé les houillères de Ronchamp pendant une trentaine d'années et a donné son nom au puits Arthur-de-Buyer qui était le puits le plus profond de France à son époque.
- Jules Vieille, né à Besançon en 1814 d'une famille d'entrepreneurs en bâtiment originaire de Gilley établis à Besançon vers 1650 : Normalien, agrégé, docteur en mathématiques, maître de conférences à l'École normale supérieure et professeur en mathématiques spéciales au lycée Louis-le-Grand, il finit sa carrière comme recteur d'académie, à Aix-en-Provence et Dijon. Il est le père de l'ingénieur des poudres Paul Vieille, inventeur de la poudre B dite sans fumée et de Charles Vieille, polytechnicien comme son frère.
- Joseph Weil, fondateur d'une importante entreprise française de confection textile pour hommes, Weil, originaire de la ville[14],[15], gérée ensuite par ses descendants qui s'en désengagent au début des années 1990[16].
- Justin Girod-Chantrans, né le 26 septembre 1750 à Besançon : naturaliste, militaire et  homme politique français.
- Alexis Godillot (1816-1893), né à Besançon : inventeur des brodequins militaires qui allaient porter son nom dans l'argot des soldats.
- Georges Sire (1826-1906), né et mort à Besançon : physicien, directeur de l’École municipale d'horlogerie de 1864 à 1870.

- Le comte Hilaire de Chardonnet, né à Besançon en 1839 : chimiste et industriel, il invente un procédé de fabrication de la soie artificielle. Pour exploiter ce procédé, les soieries de Chardonnet sont installées aux Prés-de-Vaux, le long du Doubs, qui fournit les quantités d'eau nécessaires à la production industrielle. L'usine est mise en marche le 1er juin 1892. Un monument élevé à sa mémoire se trouve avenue d'Helvétie.
- Cornelius Herz, né à Besançon en 1845 et mort à Bournemouth (Angleterre) en 1898, homme d'affaires et médecin, impliqué dans le scandale de Panama.
- Louis-Jean Résal, né à Besançon en 1854 : ingénieur, concepteur des ponts Mirabeau et Alexandre III à Paris.Plaque commémorative sur la maison natale de Frères Lumière.

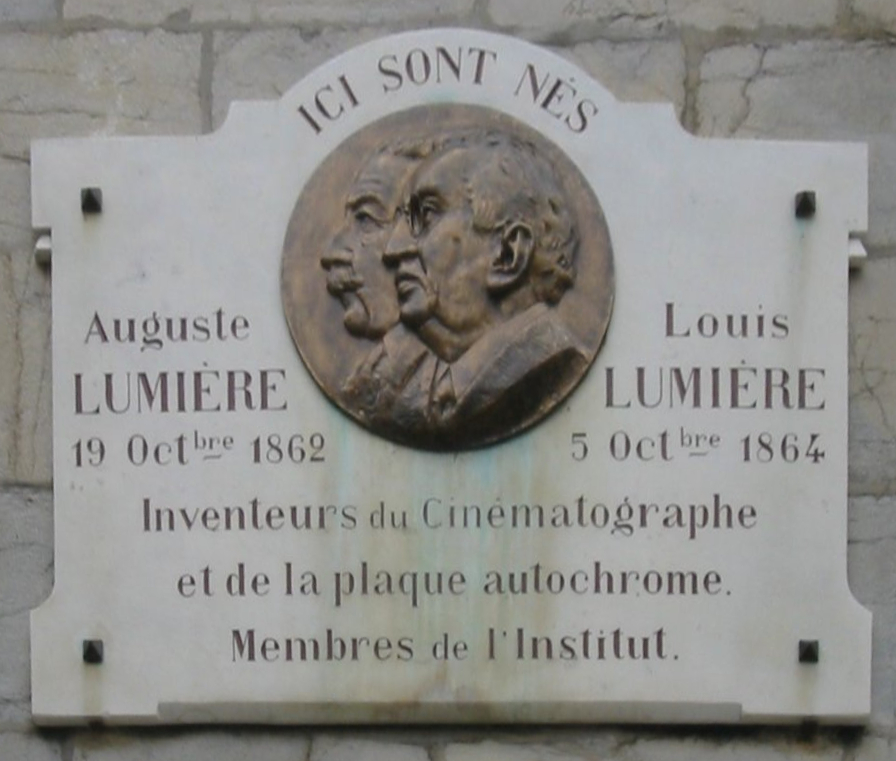
Plaque commémorative sur la maison natale de Frères Lumière.

- Les frères Auguste et Louis Lumière : inventeurs pionniers du cinématographe. Nés à Besançon respectivement en 1862 et 1864 au 1, place Victor Hugo, leur famille quittera Besançon pour Lyon en 1870. Plaque commémorative sur leur maison natale.
- Georges Bruhat, né à Besançon en 1887 et mort en déportation en 1945 : physicien.
- Jean Uebersfeld, né à Besançon en 1927 et mort en 2015 à Paris : professeur à l'université Pierre-et-Marie-Curie et directeur des études de l'ESPCI.
- Claude Lorius : glaciologue né à Besançon en 1932.
- Maurice Clerc, mathématicien, né à Besançon en 1949.
- Brigitte Métra : Architecte née à Besançon en 1954, elle a tout particulièrement travaillé avec Jean Nouvel sur la Philharmonie de Paris

## Personnalités politiques et militaires
- Nicolas Perrenot de Granvelle (XVIe) : chancelier, Garde des Sceaux et premier conseiller de l'empereur germanique Charles Quint.
- Antoine Perrenot de Granvelle (XVIe), né à Besançon en 1517 et fils du précédent : cardinal de Granvelle, ministre, vice-roi de Naples, diplomate, conseiller d'État de l'empereur germanique Charles Quint puis de son fils le roi Philippe II d'Espagne.
- Jean-Baptiste de Lancier (1636-1702), conseiller de Maximilien-Emmanuel de Bavière et ambassadeur des États généraux des Provinces-Unies.
- Alexandre Marie Léonor de Montbarrey, né à Besançon en 1732 : lieutenant-général des armées et Secrétaire d'État à la Guerre de 1777 à 1780 sous Louis XVI.
- Benoît-Louis Bouchet (1731-1802) : général de division.
- Jean Le Michaud d'Arçon (1733-1800) : général de division de la Révolution française et architecte militaire, né à Besançon.
- John Acton (1736-1811), né à Besançon, premier ministre du royaume de Naples sous Ferdinand IV.
- Jacques Monnot (1743-1825), homme politique né à Quingey, député à l'Assemblée législative, maire de Besançon en 1815.
- Ferdinand de Crécy (1744-1814), homme politique né à Besançon, député de la noblesse aux États généraux de 1789, puis  député de la Somme au Conseil des Anciens.
- Pierre-François Clerget (1746-1808), prêtre catholique et homme politique, député du clergé aux États généraux.
- Philippe Charles Bruno d'Agay (1754-1818), né à Besançon, maître des requêtes et intendant,
- Claude Antoine de Préval (1739-1808) : général de brigade de la Révolution française, mort à Besançon.
- Pierre-Philippe Millot (1739-1817), homme politique né et décédé à Besançon, député du clergé à l'assemblée constituante.
- Antoine Eléonor Pouthier de Gouhelans (1744-1828) : général de brigade de la Révolution française, mort à Besançon.
- François de Pierre de Viantaix (1747-1823) : général français de la Révolution et de l’Empire, né et mort à Besançon.
- Charles d'Amondans de Tinseau (1748-1822) : officier et mathématicien.
- Simon Hubert Maire (1755-1817) : général français de la Révolution et de l’Empire, né à Besançon.
- Claude Lecurel-Descoraux (1756-1803), homme politique, député de la Haute-Saône de 1791 à 1792.
- Antoine-François Momoro (1756-1794) : imprimeur, il serait l’auteur de la devise Liberté, Égalité, Indivisibilité ou la mort qui deviendra Liberté, Égalité, Fraternité dans la Constitution de 1848.
- Philibert-Ignace-Remy-Boniface-Gabriel Raclet de Mercey[17] (1756-1796), homme politique né et décédé à Besançon, député de la noblesse aux États-Généraux de 1789.
- Jean-Louis Ferrand (1758-1808) : général français de la Révolution et de l’Empire, mort à la suite d'un combat à Haïti.
- Claude-François Roux de Raze (1758-1834), homme politique né et décédé â Besançon, député.
- Claude Jacques Lecourbe (1759-1815) : général français de la Révolution et de l’Empire, défenseur de Belfort en 1815.
- François-Félix-Hyacinthe Muguet de Nanthou (1760-1808), avocat, homme politique né à Besançon, député de la Haute-Saône de 1789 à 1791, maire de Soing en 1808.
- Jean-Baptiste Bernard de Vaublanc (1761-1812) : président de la Société populaire de Besançon (1793-1794), inspecteur en chef aux revues de la Grande Armée pendant la Campagne de Russie.
- Claude Marie Joseph Jannot de Moncey (1764-1828), homme politique né à Besançon, député du Doubs au Corps législatif.
- Jean-François Flamand (1766-1838) : général français de la Révolution et de l’Empire (nom gravé sous l'Arc de Triomphe).
- Jean-Baptiste Ambroise Ravier (1766-1828) : général français de la Révolution et de l’Empire, mort à Besançon.
- Claude François Josef Le Bauld de Nans et Lagny (de) (1767-1844), général du corps du génie prussien, fils de Claude Ėtienne Le Bauld de Nans (de), (1735-1792), enseignant et comédien né à Besançon.
- Jean-Baptiste Claude François Couchery (1768-1814) : homme politique français né à Besançon, député du Doubs au Conseil des Cinq-Cents.
- Jean-Baptiste-Antoine Nourrisson (1768-1855) : magistrat et homme politique français des XVIIIe et XIXe siècles.
- Charles-Louis Clément (1768-1857) : homme politique français du XIXe siècle.
- Jacob-François Marola (1769-1842) : général de division, défenseur de Besançon en 1814.
- Henri-Marius Rolland : capitaine de frégate né à Marseille en 1821 ; défenseur de Besançon en 1870-71.
- Jacques Terrier (1770-1849) : général français de la Révolution et de l’Empire, baron d'Empire, mort à Besançon. Il est inhumé au cimetière des Chaprais.
- Pierre Claude Pajol (1772-1844) : général de cavalerie légère du Premier Empire, né à Besançon.
- Marie Étienne François Henri Baudrand (1774-1848) : général, né à Besançon.
- Charles-Étienne-François Ruty (1774-1828) : général français de la Révolution et de l’Empire né à Besançon ; son nom a été donné à une caserne de Besançon.
- Jean-François Boulart (1776-1842) : général et mémorialiste, mort à Besançon.
- Joseph-Alexis Nicod de Ronchaud (1781-1827), homme politique né à Besançon, député et conseiller général du Jura.
- Édouard Dunod de Charnage (1783–1826), administrateur durant le premier Empire, préfet durant les Cent-Jours et auteur de traités politiques.
- Désiré Véjux (1795-1857), homme politique, député du Doubs de 1834 à 1848.
- Jean-Baptiste Maurice (1798-1844), homme politique né et décédé à Besançon, député du Doubs de 1842 à 1844.
- Pierre Joseph Jeanningros (1816-1902) : général, né à Besançon.
- Antoine Monnot-Arbilleur (1818-1876), homme politique né et décédé à Besançon, député du Doubs puis sénateur.
- Louis François Joseph Hanrion (1821-1894) : général, né à Besançon.
- Édouard Ordinaire (1812-1887), homme politique né à Besançon, maire de Maisières de 1854 à 1870, député du Doubs de 1869 à 1870.
- Henri d'Orléans (1822-1897) : prince du sang, général, historien et homme politique ; commandant du 7e corps d'armée à Besançon de 1873 à 1879.
- Louis Antoine Vichot (1825-1900), homme politique, député républicain du Finistère de 1893 à 1898.
- Charles Beauquier (1833-1916), homme politique et historien, député du Doubs de 1880 à 1914.
- Adolphe Lelièvre (1836-1915), homme politique français, député du Jura en 1876 à 1885, puis sénateur de 1888 à 1906.
- Jean-Marie Brulard (1856-1923) : général, né à Besançon.
- Félix Destremau (1868-1945) : général de division, né à Besançon.
- Maurice Roman de Gassowski (1879-1944) : militaire de cavalerie, né à Besançon.
- Gabriel Plançon (1916-1943), les frères Mercier et les frères Chaffanjon : résistants, nés à Besançon.
- Abdoulaye Wade (né en 1926) : président de la République du Sénégal de 2000 à 2012, est docteur honoris causa de l'université de Franche-Comté, où il fit ses études de 1952 à 1955 avant d'effectuer un stage au barreau de Besançon de 1955 à 1957. Son épouse, Viviane Wade, est née et a vécu à Besançon.
- La reine Beatrix des Pays-Bas (née en 1938) : Dame de Besançon (titre honorifique).
- Alain Ballay : ancien député de la Corrèze, né en 1954 à Besançon.
- Yves Jégo : député de Seine-et-Marne, maire de Montereau-Fault-Yonne, conseiller régional d'Île-de-France, est né à Besançon en 1961.
- Paul Azan  (1874-1951) : général et historien né à Besançon.
- Albert Métin (1871-1918) : homme politique né à Besançon.
- Joseph Gastaldo (1899-1955), résistant français, y est mort.
- Roger Grisey (1907-1976), résistant français, Compagnon de la Libération, né à Besançon.
- Andrée Gadat (1913-1944) : résistante FFI, née à Besançon.
- Jacques Pernet (1911-2002), résistant et Haut-fonctionnaire français, Compagnon de la Libération, né à Besançon.
- Jean-Pierre Sartin (1917-1993), résistant français, Compagnon de la Libération, né et mort à Besançon.
- Jacques Petitjean (1918-1991), résistant français, Compagnon de la Libération, mort à Besançon.

## Personnalités religieuses
- Gilbert Cousin, humaniste et théologien, mort à Besançon en 1572, dans la prison de l’archevêché.
- André Lacrampe : archevêque de Besançon depuis le 13 juin 2003, ancien prêtre de Lourdes et ancien évêque d’Ajaccio.
- Calixte II (XIIe siècle) : 160e Pape Catholique, instigateur du Pèlerinage de Saint-Jacques-de-Compostelle.
- Jean-François Copel : prédicateur français, né à Besançon en 1726 et mort à Pontarlier en 1783.
- Antoine Perrenot de Granvelle : cardinal de Granvelle, ministre, vice-roi de Naples, diplomate, conseiller d'État de l'empereur germanique Charles Quint puis de son fils le roi Philippe II d'Espagne. Né à Besançon en 1517.
- François Bonvalot (v1495-1560) ecclésiastique et homme politique comtois
- Claude-Adrien Nonnotte (XVIIIe siècle) : jésuite qui polémiqua longtemps contre Voltaire.
- Sainte-Jeanne-Antide Thouret (XVIIIe siècle) : fondatrice des Sœurs de la Charité à Besançon.
- Jeanne-Claude Jacoulet (1772-1836) : religieuse franc-comtoise née à Besançon; fondatrice de la Congrégation de la Sainte-Famille à Besançon et Amiens.
- Saint Gerland d'Agrigente (+ 1100) : évêque d'Agrigente en Sicile de 1088 à 1100, natif de Besançon (fête le 25 février).
- Saint Ferréol et Saint Ferjeux (IIe siècle) : fondateurs du christianisme à Besançon, martyrisés et saint patron de Besançon.
- Sœur Marcelle Baverez, née le 8 mars 1899 à Besançon : déportée et décédée en territoire allemand le 1er novembre 1944[18]. Une rue du quartier des Tilleroyes porte son nom.
- L'abbé Robert Bourgeois (1910-1944) : ecclésiastique et résistant français.
- Joseph Robert, né à Besançon le 12 avril 1898, fondateur d'une communauté de prêtres dans le diocèse d'Autun, fait prélat de Sa Sainteté par le pape Paul VI.
- Pierre-François Viguier : missionnaire chrétien, né à Besançon en 1745.
- Jean Lalemandet (1595-1647) : religieux minime, provincial pour la Haute-Allemagne, la Bohème et la Moravie, théologien.
- Jacques Charrière dit Jean Valbert (1912-1994) : prêtre, écrivain, journaliste, scout. Né et décédé à Besançon.
- René Gutman, rabbin de Besançon de 1980 à 1985.
- Paul Haguenauer, grand-rabbin de Besançon en 1907, assassiné à Auschwitz en 1944.

## Artistes

### Musique
- Guillaume Aldebert dit Aldebert chanteur de variété.
- Mina Agossi : chanteuse de jazz moderne franco-béninoise née en 1972 à Besançon.
- Gaspard Augé né en 1979 à Besançon : Membre de Justice, duo français de musique électronique.
- Michel Blavet : flûtiste et compositeur français né à Besançon le 13 mars 1700 et mort à Paris le 28 octobre 1768.
- Alex Beaupain : chanteur de variété et compositeur de musiques de films né à Besançon en 1974.
- Philippe Cassard : pianiste classique, essayiste, producteur radiophonique sur France Musique et chroniqueur musical, né 12 septembre 1962 à Besançon.
- Claire : chanteuse et militante, a vécu à Besançon.
- Fanny Claus (1846-1877), violoniste et altiste, née à Besançon.
- Clio (chanteuse) (née en 1987), auteure, compositrice, interprète
- Claude Goudimel : musicien et compositeur. Né à Besançon vers 1520.
- Jeanne Marguillard, organiste française, morte le 2 mars 1993 à Besançon.
- Marie Mongin (1841-1931), pianiste et pédagogue, née à Besançon.
- Émile Pierre Ratez (1851-1934), compositeur, violoniste, altiste et directeur du conservatoire de Lille de 1891 à 1931, né à Besançon, mort à Lille.
- Hubert-Félix Thiéfaine (XXIe) : chanteur français né en 1948. Étudiant à Besançon, il y fit ses débuts.
- Robert Henri Tibismuth dit Henri Tibi (1930-2013) : Poète et chanteur de rue.

### Peinture et sculpture
- Pierre Beuchey (1931-2009) : inventeur de la sculpture marquetée, né à Besançon.
- Luc Breton : sculpteur né et mort à Besançon. Il fonde en 1773, avec le peintre suisse Jean Wyrsch, l'école de peinture et de sculpture de la ville.
- Nicolas-Constant Cadé, (1846-1887) né à Corcieux : sculpteur et professeur à l'école des Beaux-Arts de Besançon où il est mort.
- Théobald Chartran : peintre académique né à Besançon.
- Auguste Clésinger (1814-1883) : sculpteur né à Besançon.
- Gustave Courbet : peintre né à Ornans professeur à l'école des Beaux-Arts de Besançon.
- Camille Demesmay (1815-1890) : sculpteur né à Besançon.
- Jean Enders (1862-1930 ou 1936) : peintre, né à Besançon.
- Antoine-Jean-Étienne Faivre (1830-1905) : peintre, né à Besançon.
- Antonin Fanart (1831-1903) : peintre paysagiste franc-comtois né à Besançon.
- Jean-Paul-Paschal Franceschi, (1826-1894) : sculpteur actif à Besançon.
- Geneviève Gallois, artiste et religieuse ; mère née à Besançon.
- Roland Gaudillière (1931-1998) : peintre né à Besançon.
- Jean Gigoux : peintre d'histoire, dessinateur, lithographe et illustrateur français et franc-comtois. Né  et mort à Besançon.
- Charles Guillaud (1925-2004) : artiste-peintre, né à Besançon.
- Paul Krôn (1869-1936) : peintre postimpressionniste né à Besançon.
- François Laurent Bruno Jourdain (1745-1815) : peintre et dessinateur néo-classique, né et mort à Besançon.
- Gabriel Laviron (1806-1849) : peintre et critique d'art né à Besançon.
- Didier Marcel : sculpteur né en 1961 à Besançon.
- Armand-Emile Mathey-Doret (1853-1931) : artiste graveur et aquafortiste né à Besançon.
- Constant Mayer, artiste peintre né à Besançon en1829, s'est illustré à l'étranger dans l'art et la culture.
- Pierre-Adrien Pâris (1745-1819) : architecte et décorateur qui légua à la ville sa collection de tableaux, de dessins et d'antiques. Né et mort à Besançon.
- Ferdinand Louis Perron (1823-1870) peintre né dans cette ville.
- Jean Ricardon (1924-2018) mort à Besançon, peintre.
- Harry Thompson-Lalande (1868-1940), peintre britannique mort à Besançon.

### Théâtre, cinéma
- Axel Auriant : acteur et musicien né en 1998 à Besançon
- Annie Ducaux (1908-1996) : comédienne.
- Vanessa Guide : actrice et animatrice de télévision née le 21 Mars 1983 à Besançon.
- Raphaël Jacoulot : réalisateur et scénariste de cinéma né en 1971 à Besançon.
- Damien Jouillerot : acteur né en 1985 à Besançon.
- Jean-François Laguionie né en 1939 à Besançon : réalisateur de films d'animation.
- Ann Mandrella, née en 1971 à Besançon, actrice et chanteuse de comédies musicales

### Autres
- Jean-François Di Giorgio : scénariste de bande dessinée né en 1961 à Besançon.
- Félix Gaffiot : Professeur à la Faculté de Lettres de Besançon de 1927 à 1937, Doyen de la Faculté de 1933 à 1937, auteur du dictionnaire Latin-Français de référence, Le Gaffiot, dont il entreprend la rédaction à partir de 1923 alors qu'il est encore professeur à la Sorbonne et qui sera publié pour la première fois en 1934, par Hachette.
- Philippe Gougler : journaliste, animateur de télévision et réalisateur né le 24 mars 1965 à Besançon.
- Pierre-Denis Goux : dessinateur de bande dessinée né en 1985 à Besançon.
- Jean-Marie Kerleroux, né le 25 février 1936 à Besançon : dessinateur et journaliste français, publié dans Le Canard Enchaîné depuis 1971 et dans Le Monde depuis 1995.
- Christian Malard : journaliste  né en 1949 à Besançon. Directeur de rédaction, il est actuellement responsable du service étranger de France 3.
- Francis Vuillemin : Avocat au Barreau de Paris né en 1968 à Besançon.

## Sportifs

### Cyclisme
- Romain Grégoire : coureur de cyclo-cross et ce cyclisme sur route, triple champion de France junior, champion d'Europe junior, et vice-champion du monde junior sur route puis champion de France espoir en cyclo-cross.
- Jean de Gribaldy (1922-1987) : coureur cycliste et directeur sportif, il a participé au Tour de France en 1947, 1948 et 1952. Né à Besançon.
- Morgan Kneisky : champion du monde du scratch en 2009 et de la course à l'américaine en 2013, 2015 et 2017 (courses cyclistes sur piste). Né en 1987 à Besançon.

### Sports de combat
- Khedafi Djelkhir : boxeur, vice-champion d'Europe 2004, Médaille d’argent aux Jeux olympiques de 2008 à Pékin (Chine) . Né à Besançon en 1983.
- Jean Josselin : boxeur catégorie poids welter, champion d'Europe. Né à Besançon en 1940.
- Morrade Hakkar : boxeur, champion d'Europe 2005. Né à Besançon en 1972, il a grandi dans le quartier de Montrapon.
- Mamadou Thiam : boxeur, champion d'Europe de 1997 à 2001. Né au Sénégal en 1972, il s'installe à Besançon à l'âge de onze ans avec sa famille dans le quartier des Clairs-Soleils où il grandira et fera ses premières armes sur les rings.
- Ghani Yalouz : lutteur gréco-romain né en 1968. Médaillé d'argent aux Jeux olympiques d'Atlanta en 1996, vice-champion du monde en 1989 et 1994, champion d'Europe en 1992 et 1995, 8 fois champion de France.
- Cindy Silvestre, née à Besançon. Huit fois (en 2020), championne du monde de muay-thaï et kick-boxing.
- Margaux Pinot : judokate ; vice-championne d'Europe 2017, championne d'Europe en 2019 et 2020, troisième au championnat du monde 2019. Née à Besançon en 1994.

### Autres
- Emmanuel Brugvin : canoetiste ; champion du monde de canoë monoplace en 1999. Né en 1970.
- Aurore Jean : fondeuse née à Besançon en 1985. Elle monte sur le podium en Coupe du monde lors du sprint style libre de Sotchi en février 2013 en terminant à la seconde place derrière l'Américaine Kikkan Randall. Sixième avec le relais français aux JO de 2010 puis quatrième lors de l'édition suivante, à Sotchi en 2014 avec Célia Aymonier, Anouk Faivre-Picon et Coraline Hugue en relais. Lors de ces jeux, elle obtient une sixième place en individuel sur le 30 kilomètres libre.
- Erik Lehmann : basketteur ; joueur puis entraîneur du Besançon Basket Comté Doubs. Né en 1960.
- Raphaëlle Tervel : handballeuse ; capitaine de l'équipe de France, championne du monde en 2003. Née à Besançon en 1979, elle a joué dans le club de l'ES Besançon de 1996 à 2006.

## Divers
- Gaston Coindre : historien  et dessinateur, né à Besançon en 1844 et mort en 1914 dans cette ville.
- Salah Gaham, mort héroïquement durant les émeutes de 2005 en tentant de porter secours à des étudiants.
- Barthélemy Labourey : criminel, y a commis plusieurs meurtres et y a été exécuté le 12 mai 1618.
- Rémi Mathis : bibliothécaire et historien, président de Wikimedia France. Né en 1982 à Besançon.
- Jean-Dominique Merchet, né le 26 octobre 1959 à Besançon : journaliste français spécialisé dans les questions militaires, stratégiques et internationales. Il travaille depuis juin 2013 pour le quotidien L'Opinion, dont il est le correspondant diplomatique et défense.
- Jean-François Nicot (1828-1903) : pédagogue français, a vécu à Besançon où il a été Inspecteur de l'enseignement primaire de 1867 à 1870.
- Pierre-Étienne Poux-Landry (1773-1852) : ancien grognard mort à Besançon.
- Louis Robach : pyrénéiste et astronome, né à Besançon en 1871 et décédé en 1959.
- Julie de Saint-Laurent (1760-1830) née à Besançon et maîtresse du duc de Kent

Les Justes parmi les nations à Besançon :
- Georges Allenbach,
- Juliette Allenbach,
- Maurice Baigue,
- Gabrielle Houdaille,
- Raoul Houdaille,
- Jeanine Houdaille Cheremetieff,
- Eugène Wurth,
- Marie Wurth,
- Lucienne Wurth Saulnier.